# Nguyễn Hậu
Nguyễn Hậu, tên khai sinh là Nguyễn Hữu Hậu (6 tháng 1 năm 1953 – 14 tháng 2 năm 2018) là một nam diễn viên người Việt Nam, ông được biết đến với hàng trăm vai phụ, có khả năng nhập vai và diễn xuất đa dạng. Ông cũng đảm nhận nhiều vai trò khác nhau trong đoàn phim.

## Tiểu sử
Sau 13 năm gắn bó với đoàn ca múa nhạc Cửu Long, ông rời đoàn và lên Thành phố Hồ Chí Minh theo đuổi ước mơ phim ảnh.

## Đời tư
Đam mê, nhiệt huyết với nghề, Nguyễn Hậu cũng là người hết lòng với gia đình trong vai trò làm chồng, làm cha.
Năm 1995 sau 15 năm lên Thành phố Hồ Chí Minh lập nghiệp, ông cũng đã gom góp mua được căn nhà nhỏ ở khu Cầu Kinh – Thanh Đa (Quận Bình Thạnh, Thành phố Hồ Chí Minh) khoảng chừng 24m2 với một tầng đúc giả. Căn nhà nhỏ xíu nhưng là cả một đoạn thời gian dài hoạt động nghệ thuật, tích cóp mới mua được. Sau đó chừng chục năm, con gái làm ăn thua lỗ, mắc nợ, ông quyết định bán đi tài sản duy nhất của cả nhà, trả nợ cho con. Cả gia đình lại dắt díu nhau đi ở thuê. Ở tuổi đáng lẽ được nghỉ ngơi, Nguyễn Hậu vẫn lăn xả trên phim trường để có tiền trang trải cuộc sống. Đến khi con rể bị tai nạn qua đời, ông lại dang tay đón con gái và cháu ngoại về với gia đình. Lúc này, vợ nghệ sĩ cũng cao tuổi, ông khuyên bà nghỉ việc, ở nhà lo cho cháu để ông và con gái quán xuyến kinh tế gia đình.
Nguyễn Hậu cùng gia đình sinh sống trong một căn hộ chung cư do một người họ hàng cho mượn. Nếu không đóng phim, ông ở nhà chơi với cháu, đọc sách và xem phim. Ở tuổi đã cao, Nguyễn Hậu vẫn tiếp tục dành dụm tiền để thực hiện ước mơ có ngôi nhà của riêng mình.

## Qua đời
Ông mất đột ngột vào ngày 14 tháng 2 năm 2018 tại Thành phố Hồ Chí Minh sau một thời gian ngắn phát hiện bệnh ung thư gan, thọ 65 tuổi.

## Danh sách phim tham gia
| Năm         | Tên phim                                   | Vai diễn                         | Chú thích                                                                                         |
| ----------- | ------------------------------------------ | -------------------------------- | ------------------------------------------------------------------------------------------------- |
| 1974        | Hải vụ 79                                  |                                  | Phim hợp tác giữa Việt Nam Cộng Hòa với Thái Lan                                                  |
| 1982        | Chiếc vòng bạc                             | K'Nhin                           |                                                                                                   |
| 1986        | Hai Cũ                                     | Phẩm                             | Phim điện ảnh                                                                                     |
| 1990        | Vị đắng tình yêu                           | Trưởng phòng tổ chức trường nhạc |                                                                                                   |
| 1994 – 1997 | Ông cố vấn                                 | Dương Văn Hiếu                   |                                                                                                   |
| 1995        | Xích lô                                    |                                  | Phim hợp tác giữa Việt Nam với Pháp                                                               |
| 1995        | Mảnh đất tình đời                          | Hai Gọn                          | Giải thưởng: Giải A – Diễn viên xuất sắc nhất (Giải thưởng Hội điện ảnh Việt Nam 1995)            |
| 1995        | Lưỡi dao                                   | Lính du kích                     | Phim điện ảnh                                                                                     |
| 1996        | Xóm nước đen                               | Hải Cầu Móng                     |                                                                                                   |
| 1996        | Hồng Hải Tặc                               |                                  | phim video                                                                                        |
| 1996        | Người đẹp Tây Đô                           | Mật thám Tùng (Tùng Cọp xâm)     |                                                                                                   |
| 1997        | Đất phương Nam                             | Ba của An                        |                                                                                                   |
| 1997        | Mẹ con Đậu Đũa                             | Ông Tất                          |                                                                                                   |
| 1998        | Đất khách                                  | A Sành                           |                                                                                                   |
| 1998        | Đợi tàu                                    | Ông Tư                           |                                                                                                   |
| 1998        | Con nhà nghèo                              | Cậu Hai Nghĩa                    | Phim điện ảnh- Chuyển thể từ tiểu thuyết cùng tên của nhà văn Hồ Biểu Chánh                       |
| 2000        | Đối thủ                                    | Ông Quãng                        |                                                                                                   |
| 2000        | Cô thư ký xinh đẹp                         |                                  |                                                                                                   |
| 2000        | Thung lũng hoang vắng                      | Tành                             | Vai diễn chính đầu tiên và cũng là duy nhất của ông. Tham dự liên hoan phim quốc tế ở Trung Quốc. |
| 2000        | 5 w trong 1                                | Phạm Nhân                        |                                                                                                   |
| 2001        | Dòng đời                                   | Hậu                              |                                                                                                   |
| 2002        | Người đàn bà yếu đuối                      | Mười Đâu                         |                                                                                                   |
| 2002        | Sương gió biên thùy                        | Năm Kha                          |                                                                                                   |
| 2002        | Chuyện tình bên dòng Kinh Xáng             | Mười Phải                        |                                                                                                   |
| 2002        | Người Mỹ trầm lặng                         |                                  | Phim Mỹ                                                                                           |
| 2003        | Mùa len trâu                               |                                  | Phim hợp tác giữa Việt Nam với Pháp và Bỉ                                                         |
| 2004        | Lục Vân Tiên                               | Võ Công                          |                                                                                                   |
| 2004        | Hướng nghiệp                               | Ba Tú                            |                                                                                                   |
| 2005        | Cổ tích Việt Nam: Đầy tớ và tên trộm       | Ông nhà giàu                     |                                                                                                   |
| 2005        | Cổ tích Việt Nam: Sự tích thành hoàng sống | Thơ lại                          |                                                                                                   |
| 2006        | Dưới cờ đại nghĩa                          | Quản Sảnh                        |                                                                                                   |
| 2007        | Ván cờ tình yêu                            | Nam Thanh                        |                                                                                                   |
| 2007        | Dòng máu anh hùng                          | Người gián điệp                  |                                                                                                   |
| 2007        | Mười                                       | Nhà sư                           | Phim hợp tác giữa Việt Nam với Hàn Quốc                                                           |
| 2007        | Xin lỗi tình yêu                           | Ông Minh                         |                                                                                                   |
| 2007        | Nữ bác sĩ                                  | Ông Hoàng                        |                                                                                                   |
| 2008        | Một ngày không có em                       | Tên xiết nợ                      |                                                                                                   |
| 2008        | Sóng đời                                   | Ông Tấn                          |                                                                                                   |
| 2008        | Khí phách anh hùng                         |                                  |                                                                                                   |
| 2008        | Acappella                                  |                                  |                                                                                                   |
| 2008        | Chuyện tình công ty quảng cáo              | Chủ tiệm Thiên                   |                                                                                                   |
| 2008        | Luật giang hồ                              | Ông Hiệu                         |                                                                                                   |
| 2009        | Bẫy rồng                                   | A Thoòng                         |                                                                                                   |
| 2009        | Dù gió có thổi                             | Đại Hùng                         |                                                                                                   |
| 2009        | Những mảnh vỡ phù hoa                      | Quản Gia                         |                                                                                                   |
| 2009        | Áo cưới thiên đường                        | Ông Nội                          |                                                                                                   |
| 2009        | Vua sân cỏ                                 | Ông Hoàng                        |                                                                                                   |
| 2009        | Taxi                                       | Điền Cận                         |                                                                                                   |
| 2009        | Câu chuyện pháp đình: Hơi ấm bàn tay       | Cán bộ Huấn                      |                                                                                                   |
| 2009        | Kẻ di trú                                  | ông Ba Vạn                       |                                                                                                   |
| 2009        | Hoa dại                                    | Lạp Xạp                          |                                                                                                   |
| 2009        | Chuyện tình xa xứ                          | ông Thạnh                        | Phim điện ảnh                                                                                     |
| 2009        | Sài Gòn Yo!                                | ủy viên thành phố                | Phim điện ảnh                                                                                     |
| 2009        | Sau ánh hào quang                          | xe ôm ở Phan Thiết               |                                                                                                   |
| 2010        | Bước chân hoàn vũ                          | Lý Vỹ                            |                                                                                                   |
| 2010        | Vó ngựa trời Nam                           | Chỉ huy Karen                    |                                                                                                   |
| 2010        | Để Mai tính                                | Thuyền trưởng                    |                                                                                                   |
| 2010        | Tây Sơn hào kiệt                           | Trần Công Xán                    |                                                                                                   |
| 2010        | Ai                                         | Ông Thắng                        |                                                                                                   |
| 2011        | Hai gia đình                               | Huy Minh                         |                                                                                                   |
| 2011        | Vật chứng mong manh                        | Mìn Có                           |                                                                                                   |
| 2012        | Đồng quê                                   | ông Chủ Chiếu                    |                                                                                                   |
| 2012        | Trưởng thôn ra tỉnh                        | ông Thìn                         |                                                                                                   |
| 2012        | Vòng xoáy bạc                              | ông Tín                          |                                                                                                   |
|             | Tình yêu đến từ Việt Nam                   |                                  | Phim Đài Loan                                                                                     |
| 2013        | Bông hồng cho tướng cướp                   | ông Kim Thành                    |                                                                                                   |
| 2013        | Nữ sát thủ                                 | Ba Thăng                         |                                                                                                   |
| 2013        | Ngược sóng                                 | Ba Luân                          |                                                                                                   |
| 2013        | Lửa Phật                                   | Người đi đường                   | Phim điện ảnh                                                                                     |
| 2013        | Hẻm cụt                                    | Ông Đào                          |                                                                                                   |
| 2013        | Miền chân sóng                             | Vũ                               |                                                                                                   |
| 2014        | Mỹ nhân Sài thành                          | Ông Phú Cường                    | Phát sóng năm 2018, do phải quay lại từ đầu vì HH Diễm Hương bị cắt vai                           |
| 2015        | Duyên nợ miền Tây                          | Mười Kiên                        |                                                                                                   |
|             |                                            |                                  |                                                                                                   |
| 2015        | Đại ca U70                                 | Tam Ca                           |                                                                                                   |
| 2015        | Phía sau tội ác                            | Thượng tá Kiệt                   |                                                                                                   |
|             | Cảnh sát hình sự                           | Chu                              |                                                                                                   |
| 2015        | Đi qua mùa mưa                             | Ông Tư                           |                                                                                                   |
| 2016        | Thế giới cổ tích: đúc người                | Phú hộ                           |                                                                                                   |
| 2016        | Truy tìm hung thủ                          | trung tá Phan Hoàng              |                                                                                                   |
| 2017        | Tội ác không dung thứ                      | Sa Quát                          |                                                                                                   |
|             | Con gái ông thứ trưởng                     |                                  |                                                                                                   |
| 2017        | Gạo nếp gạo tẻ                             | Ông Tuấn                         | Phát sóng năm 2018. Vai diễn cuối cùng dù chưa đóng máy.                                          |
| 2017        | Cuộc chiến nhân tâm                        | Đại tá Lâm                       |                                                                                                   |
| 2018        | Định mệnh trùng phùng                      | Thắng chột                       |                                                                                                   |
| 2019        | Giữa hai bờ thiện ác                       | Hai Thọ                          |                                                                                                   |
| 2019        | Sóng ngầm                                  | thợ chụp hình                    | Quay vài năm trước khi mất                                                                        |
| 2019        | Ân oán tình thù                            | ông chủ quán                     | Quay vài năm trước khi mất                                                                        |

Và rất nhiều bộ phim khác